# Àlcim Ecdidi Avit
Àlcim Ecdidi Avit (en llatí Alcimus Ecdidius Avitus, o Alcimus Ecdicius Avitus) va ser un escriptor i bisbe llatí del segle v. Era fill d'Isici, bisbe de Viena del Delfinat. Ja de jove va despuntar com una promesa de la literatura i tenia fama de ser un dels més eloqüents erudits del seu temps. Després de repartir la seva herència entre els pobres es va retirar al monestir de Sant Pere i Sant Pau de la seva ciutat natal, i no en va sortir fins a la mort del seu pare l'any 490, al que va succeir com a bisbe de la ciutat.
Tenia fama de sacerdot pietós i d'excel·lent polemista. Va participar en una conferència a Lió entre bisbes arrians i catòlics en presència del rei de Burgúndia (Borgonya), Gundebald, on segons es diu, va fer callar molts heretges i en va convèncer uns quants. Gundebald també en va sortir convençut, però per raons polítiques no va canviar d'opinió.
Va publicar refutacions contra els nestorians, eutiquians, sabel·lians i pelagians, i va convertir a alguns jueus que s'havien instal·lat a la seva diòcesi. El Papa Hormisdes el va nomenar vicari apostòlic a la Gàl·lia. L'any 517 va presidir el Concili d'Epaume. Va morir el 5 de febrer de l'any 523 i va ser enterrat al monestir de Sant Pere i Sant Pau de Viena del Delfinat.

## Obres
Les seves obres principals són:
- Sacrorum poematum libri quinque, dedicat a son germà Apol·linar, bisbe de Valentia, i conegut pels seus miracles, format per cinc peces de 2.500 línies: De initio Mundi, De peccato originali, De senteniia Dei, De diluvio Mundi i De transitu Maris Rubri.
- De consolatoria castitatis Laude, en 666 hexàmetres, dedicat a la seva germana Fuscina.

Aquestes obres tenen molta imaginació i gran fluïdesa. Estan ben estructurades i hàbilment executades. A més de les seves obres en vers, se sap que Avit va publicar nou llibres d'epístoles i un gran nombre d'homilies, però només es coneixen les següents:
- Vuitanta-set cartes dirigides a personatges de l'Església i de l'Estat.
- Una homilia titulada De festo rogationum et prima ejus institutione
- Vuit fragments d'homilies.
- Fragments d'un opuscle.

Les epístoles i les homilies mostren que tenia grans coneixements de la Bíblia i de teologia, i que llegia en grec i en hebreu.